# Kaori Hachinohe
Kaori Hachinohe –en japonés, 八戸 かおり, Hachinohe Kaori– (4 de enero de 1964) es una deportista japonesa que compitió en judo. Ganó una medalla de bronce en el Campeonato Mundial de Judo de 1984, y una medalla de oro en el Campeonato Asiático de Judo de 1985.

## Palmarés internacional
| Campeonato Mundial  | Campeonato Mundial | Campeonato Mundial | Campeonato Mundial |
| Año                 | Lugar              | Medalla            | Categoría          |
| ------------------- | ------------------ | ------------------ | ------------------ |
| 1984                | Viena (Austria)    | Medalla de bronce  | –61 kg             |
| Campeonato Asiático |                    |                    |                    |
| Año                 | Lugar              | Medalla            | Categoría          |
| 1985                | Tokio (Japón)      | Medalla de oro     | –61 kg             |